# Diócesis de Cuddapah
La diócesis de Cuddapah (en latín: Dioecesis Cuddapahensis y en inglés: Roman Catholic Diocese of Cuddapah) es una circunscripción eclesiástica de la Iglesia católica en India. Se trata de una diócesis latina, sufragánea de la arquidiócesis de Hyderabad. Desde el 10 de diciembre de 2018 es sede vacante y su administrador apostólico es el obispo Bali Gali.

## Territorio y organización
La diócesis tiene 31 019 km² y extiende su jurisdicción sobre los fieles católicos de rito latino residentes en la parte meridional del estado de Andhra Pradesh.
La sede de la diócesis se encuentra en la ciudad de Kadapa (hasta 2005 llamada Cuddapah), en donde se halla la Catedral de Santa María.
En 2021 en la diócesis existían 68 parroquias.

## Historia
La diócesis fue erigida el 19 de octubre de 1976 con la bula Quoniam ad recte del papa Pablo VI, obteniendo el territorio de la diócesis de Nellore.

## Estadísticas
Según el Anuario Pontificio 2022 la diócesis tenía a fines de 2021 un total de 142 300 fieles bautizados.
| Año                                                                             | Población            | Población | Población      | Sacerdotes | Sacerdotes    | Sacerdotes    | Bautizados por sacerdote | Diáconos permanentes | Religiosos | Religiosos | Parroquias |
| Año                                                                             | Bautizados católicos | Total     | % de católicos | Total      | Clero secular | Clero regular | Bautizados por sacerdote | Diáconos permanentes | Varones    | Mujeres    | Parroquias |
| ------------------------------------------------------------------------------- | -------------------- | --------- | -------------- | ---------- | ------------- | ------------- | ------------------------ | -------------------- | ---------- | ---------- | ---------- |
| 1980                                                                            | 43 641               | 4 019 000 | 1.1            | 48         | 36            | 12            | 909                      |                      | 16         | 122        | 31         |
| 1990                                                                            | 56 400               | 4 865 000 | 1.2            | 62         | 49            | 13            | 909                      |                      | 24         | 197        | 38         |
| 1999                                                                            | 85 450               | 4 000     | 2.1            | 94         | 82            | 12            | 909                      |                      | 12         | 285        | 56         |
| 2000                                                                            | 85 950               | 4 000     | 2.1            | 96         | 83            | 13            | 895                      |                      | 15         | 200        | 57         |
| 2001                                                                            | 86 450               | 4 020 000 | 2.2            | 86         | 77            | 9             | 1005                     |                      | 30         | 255        | 58         |
| 2002                                                                            | 68 000               | 4 930 000 | 1.4            | 93         | 83            | 10            | 731                      |                      | 31         | 310        | 58         |
| 2003                                                                            | 70 350               | 4 950 000 | 1.4            | 90         | 74            | 16            | 781                      |                      | 38         | 265        | 59         |
| 2004                                                                            | 77 599               | 5 834 481 | 1.3            | 83         | 67            | 16            | 934                      |                      | 72         | 326        | 59         |
| 2006                                                                            | 81 580               | 6 035 581 | 1.4            | 104        | 85            | 19            | 784                      |                      | 75         | 280        | 51         |
| 2013                                                                            | 134 145              | 6 772 265 | 2.0            | 129        | 109           | 20            | 1039                     |                      | 76         | 315        | 59         |
| 2016                                                                            | 134 145              | 6 951 000 | 1.9            | 131        | 110           | 21            | 1024                     |                      | 82         | 315        | 73         |
| 2019                                                                            | 139 300              | 7 212 975 | 1.9            | 153        | 122           | 31            | 910                      | 1                    | 111        | 286        | 68         |
| 2021                                                                            | 142 300              | 7 369 200 | 1.9            | 138        | 107           | 31            | 1031                     |                      | 103        | 290        | 68         |
| Fuente: Catholic-Hierarchy, que a su vez toma los datos del Anuario Pontificio. |                      |           |                |            |               |               |                          |                      |            |            |            |

## Episcopologio
- Abraham Aruliah Somavarapa † (28 de octubre de 1976-24 de enero de 1998 renunció)
- Prakash Mallavarapup (22 de mayo de 1998-26 de julio de 2002 nombrado obispo de Vijayawada)
- Doraboina Moses Prakasam  (26 de julio de 2002-7 de diciembre de 2006 nombrado obispo de Nellore)
- Prasad Gallela (31 de enero de 2008-10 de diciembre de 2018 renunció)
  - Sede vacante (desde 2018)
  - Bali Gali,[nota 1] desde el 10 de diciembre de 2018 (administrador apostólico)